# Hammurapi babiloni király

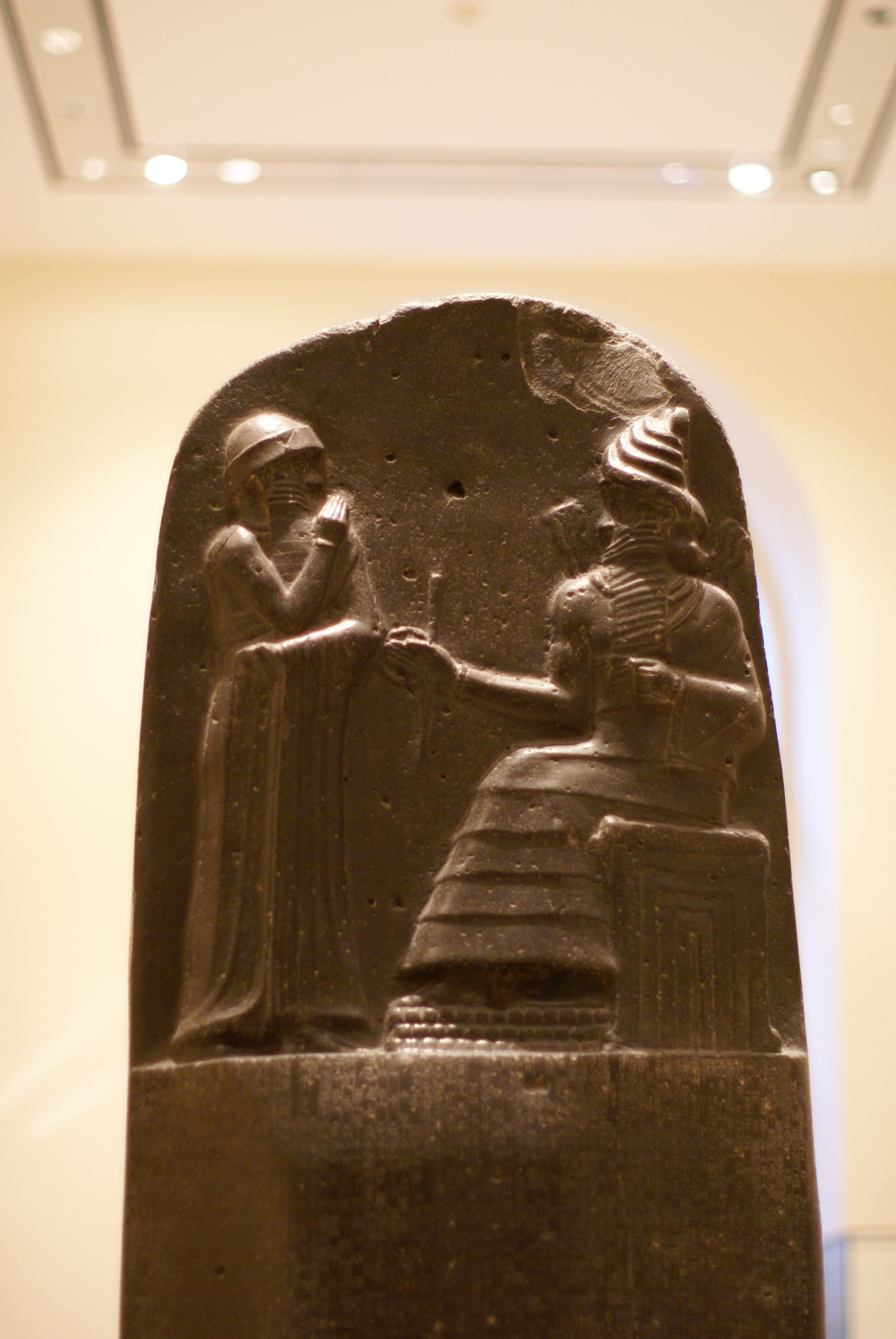
Hammurapi (álló), törvényoszlopa csúcsán, Samas istennel (ülő)

Hammurapi (vagy Hammurábi, akkád ḫa-am-mu-ra-p/bi, a „gyógyító fia”) Babilon város királya (rövid kronológia: i. e. 1728 – i. e. 1686, középső kronológia: i. e. 1792 – i. e. 1750, hosszú kronológia: i. e. 1848 – i. e. 1806), az Óbabiloni Birodalom létrehozója volt. Apját, Szín-muballitot követte a babiloni trónon, utóda fia, Szamszuilúna volt.

## Datálása
Hammurapi uralkodásának idejét a történészek egyre közelebb hozták korunkhoz. A mezopotámiai kronológia összeállításakor a 19. század végén, 20. század elején még úgy gondolták, Hammurapi az i. e. 20. században élhetett. Fokozatosan egyre rövidebb kronológiák láttak napvilágot, Weidner i. e. 1955–1913-ra datálta, 1938-ban Albright i. e. 1868–1826-ra, 1940-ben Ungnad i. e. 1801–1759-re. A kronológiai áttörést egy szerződés szövege hozta meg, amelyben Hammurapi tizedik uralkodási esztendejéről van szó, az eskü szövege szerint Mardukra, Hammurapira és Samsi-Adadra esküdtek. A szöveg régóta ismert volt, de senki sem merte feltételezni, hogy itt I. Samsi-Adadról lehet szó. Az asszír uralkodólistákkal vont párhuzam tette lehetővé Hammurapi pontosabb datálását, de mivel az asszír királylisták és limmu-listák is hiányosak helyenként, az adatok továbbra sem abszolút érvényűek.

## Uralkodása

Babilónia, Kr. e. 1792 - 1750

Társadalmi változások vagy a politikai helyzet és célok változása állhat amögött, hogy Hammurapi apja volt – az egyébként amorita dinasztia utolsó akkád nevű uralkodója. Hammurapi és utódai már mind amorita nevet viseltek, amely nyelv éppúgy sémi, mint az akkád volt, de annak egy másik ága. Később is különbséget tettek a dinasztia szövegei a régóta letelepedett akkádok és az utóbbi évszázadokban bevándorló amoriták között.

### Vazallus és szövetséges
Hammurapi uralkodása első négy évében vallásos jellegű építkezésekkel erősítette uralmát, majd az ötödikben dél felé kezdett terjeszkedni, meghódította Íszínt és Urukot, két év múlva Malgumot, a rákövetkező évben pedig Rapikumot és Salibit. Ekkoriban valószínűleg az asszír uralkodó, I. Samsi-Adad(i. e. 1813-i. e. 1781), vazallusa volt, és az ő engedélyével és támogatásával történhetett ez az expanzió. Délen a larszai I. Rím-Szín (i. e. 1822-i. e. 1763) illetve keleten Esnunna és Elám voltak a térség jelentős hatalmai ekkoriban. Hammurapi évnevei szerint uralkodásának 28. évéig templom-, csatorna- és városfalépítkezésekkel foglalkozott, s csak ezután kezdett ismét hódító háborúkba.

### A birodalom kiépítése
Ellentétbe került a larszai uralkodóval, I. Rím-Színnel, aki legnagyobb riválisát, Íszín városát is elfoglalta. A szíriai Mári városát ebben az időben I. Samsi-Adad birtokolta, nevében kisebbik fia, Jaszmah-Adad volt a helytartó, vazallus uralkodó. Halála után azonban széthullott az óasszír állam, Mári trónjára pedig Zimrí-Lim (i. e. 1779 – i. e. 1759) került, aki követeket váltott Hammurapival és szövetségre léptek. Az így kialakult egyensúlyt Elám fenyegetése borította fel, amely előbb Hammurapi és Zimrí-Lim segítségével elfoglalta Esnunnát, majd Larsza és Babilón ellen fordult, és megpróbálta a két uralkodót egymás ellen fordítani, ők azonban felismerték ezt.
Elám eközben sorra foglalta el az egykori óasszír állam városait, ezzel már Mári szövetségeseit és magát Márit is veszélyeztette. Ugyanakkor seregének másik felével egyenesen Babilón egy kulcsfontosságú erődje, Opisz ellen támadt. Hammurapi helyzetét súlyosbította, hogy Rím-Szín ekkor nem nyújtott segítséget, ráadásul Elám fellázított egy törzset Hammurapi ellen. Ekkor azonban a szerencse sietett Babilón segítségére: az elámi szukkal ugyanis megbetegedett, és visszavonult Esnunnába.
A következő évben, a 28. uralkodási évben az elámi uralkodó újra támadásba lendült, ezt azonban Hammurapi már felkészülten várta: óriási győzelmet aratott, és visszaszorította Elámot. Ugyanekkor sikerült győzelmet aratnia Asszíria – felirataiban Subartu – felett, amit a következő egy évtizedben még többször meg kellett ismételnie. A babilóni uralkodó nem felejtette el Rím-Szín halogató taktikáját, ráadásul larszai csapatok törtek be Babilón területére. Ez nyílt háborúhoz vezetett Mezopotámia két legerősebb hatalma között. Hammurapi rövid ostrom után elfoglalta Larsza északi területeinek székhelyét, Maskausapirt, ami jelentős presztízsveszteséget jelentett Rím-Színnek, és szövetségesei elpártolását okozta. A következő évig, Rím-Szín haláláig azonban Hammurapi nem tudott délebbre vonulni. Ekkor viszont közel féléves ostromot követően bevette Larszát. A város lakóit megkímélte, és az amurrú uralkodók szokásához híven átvette a korábbi vezető réteget. Ezzel Hammurapi lett egész Mezopotámia ura.
Nem tartott azonban sokáig a béke, ugyanis ezután az időközben függetlenné vált Esnunnával következett háború. A babilóni győzelem olyan mértékű erőfölényhez juttatta Hammurapit, hogy azt már eddigi leghűségesebb szövetségese, Zimri-Lim sem nézhette nyugodtan, és Babilónra támadott. Hammurapi ezt a háborút is megnyerte, és mivel nem sikerült vazallusává tennie Mári városát, ezért a 35. uralkodási évében a földig rombolta azt. Röviddel ezután ismét elfoglalta a fellázadt Esnunnát, és ráeresztette a Dijála folyó vizét. Ezzel mindkét város örökre eltűnt a történelemből. A Hammurapi kezében lévő területtel gyakorlatilag helyreállt a III. uri dinasztia birodalma. Uralkodása utolsó éveiben viszont évnevei tanúsága szerint védekező politikára szorult észak felől, például Szippar és Rapikum falait is megerősítette.

### Utódlása
Fennmaradt fiának egy levele, amit egy birodalmi tisztviselőnek küldött. Ebben értesíti őt, hogy apja beteg, ezért ő foglalta el a trónt. Már Hammurapi uralkodásának végén, és főleg fia, Szamszuilúna uralkodása alatt több összetevőjű válság bontakozott ki az óbabilóni állam területén. Szerepet játszott ebben a nagy ütemű elszikesedés, a terméseredmények csökkenése, egy klímaváltozás miatti kisebb népvándorlás a hegyvidék és Szíria irányából, valamint ezzel összefüggésben a távolsági kereskedelem akadozása. Szamszuilúna idején hatalmas felkelés tört ki délen, melynek következtében a déli területek, Tengerföld néven az I. tengerföldi dinasztia vezetésével elszakadtak. Ugyanekkor észak felől a hegyi népek támadásai okoztak zavart. E tényezők eredményeképpen Szamszuilúna már csak a birodalom magterületét tudta megtartani, megközelítőleg olyan kiterjedésű államot, amely Hammurapi uralkodásának kezdetén volt.

## „Törvénykönyve”

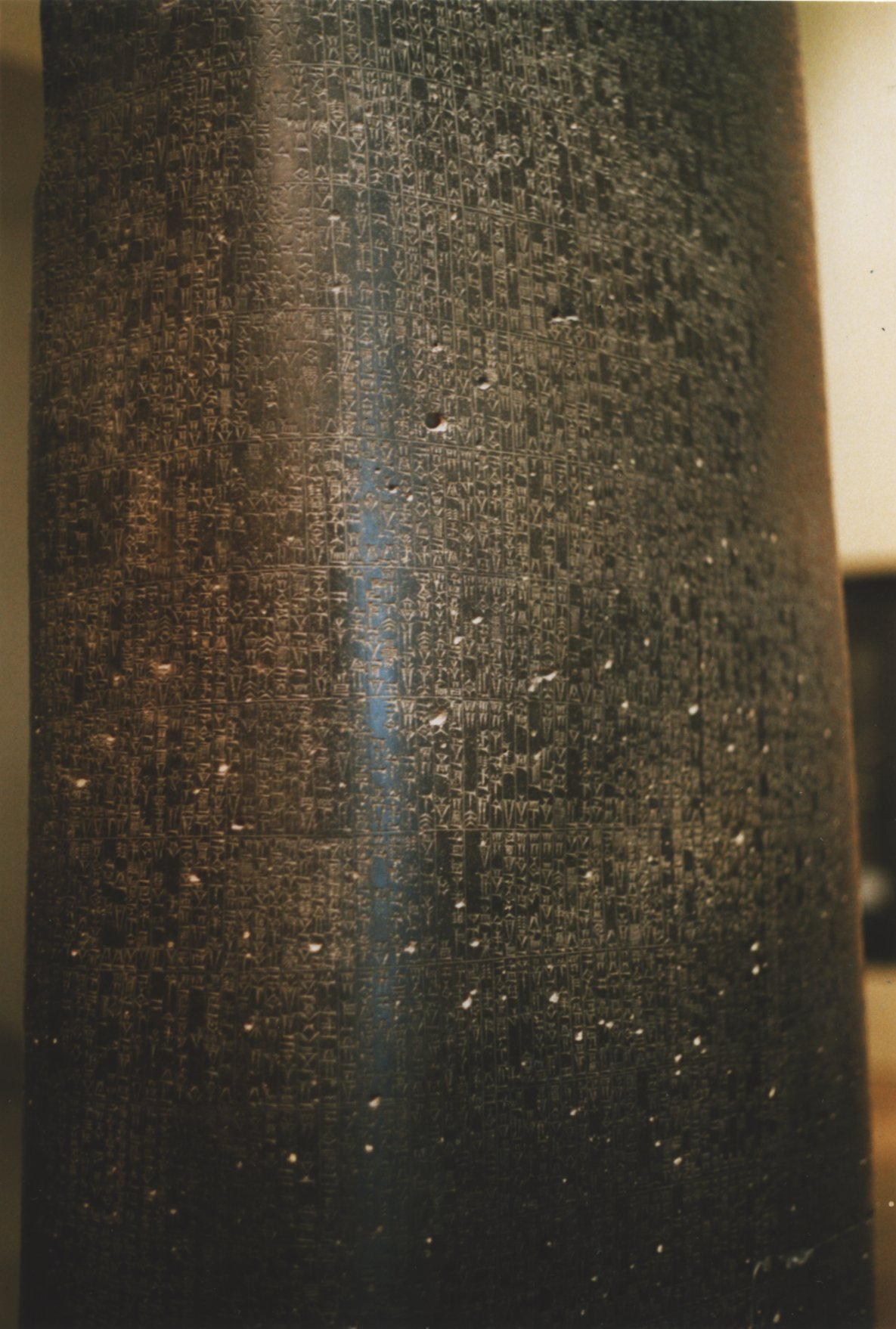
Hammurapi törvényoszlopa

Hammurapi elsősorban a legrégebbről ránk maradt teljes „törvénygyűjtemény” révén ismert. Ez prológust, 282 cikkelyt és epilógust tartalmaz. A teljes „törvénykönyv” egy 2,25 méter magas diorit kőoszlopra, egy úgynevezett sztélére vésve maradt ránk. Ezt a sztélét Szúszában 1902-ben (vagy 1901-ben) a Jacques Jean Marie de Morgan vezette ásatás során találták meg. Származási helye ismeretlen. Feltehetőleg hódítás során egy babiloni városból került Szúszába. A sztélé ma a párizsi Louvre-ban található. Egy másolata a berlini Pergamonmuseumban látható. Az utolsó hat cikkely hiányzik.
A „törvény” elnevezés ebben az esetben valójában helytelen, mivel az ókori Mezopotámiában az uralkodó nem hozhatott törvényeket, erre csak az isteneknek volt joguk. Kittu(m)-nak (szó szerint „igazság”) nevezték tágabb értelemben az érvényes világrendet, amelyet az istenek hoztak létre. Az uralkodás lényege pedig a kittu(m) fenntartása volt.
A „törvénykönyv” alapját szolgáltató törvénykezési reformot uralkodása első évében hajtotta végre, mivel uralkodásának második éve kapta erről a nevét: „Az országban igazságot tett”. Magát a törvényoszlopot uralkodása vége felé készíttette, amikor annak bevezetője szerint már Assur és Ninive is hatalma alá tartozott.
Hammurapi „törvénykönyve” nem volt egyedülálló. Mintegy háromszáz évvel korábban Ur-Nammu sumer király hasonló művet hozott létre, és száz évvel Hammurapi előtt Iszín királya, Lipit-Istár ugyancsak sztélébe vésette „törvényeit”, Esnunna városában Bilalama jegyeztette le rendeleteit, és néhány töredék alapján feltehető, hogy Larszában is voltak írott szabálygyűjtemények. Sőt már Babilon egy korábbi uralkodója, Szumu-lailú is összeállíthatott valami hasonlót, hiszen a Hammurapit megelőző korok dokumentumai gyakran hivatkoznak rá. Hammurapi jelentősége abban rejlik, hogy először szakított a sumér szokásjoggal.

## Évnevei
Ebben a korban az évnevek a mezopotámiai kronológia fontos forrásai. Hammurapi évnevei a következők voltak:

1. Hammurapi király lett.
2. Az országban igazságot tett.
3. Bábili városban Nanna felséges szentélye, az Égissirgal trónszékét elkészítette.
4. A „kolostor” (Gaia) nagy fala felépült.
5. Elkészítette az en ka-aš-bar-rát.
6. Elkészítette Lasz isten šir3-ját.
7. Uruk és Íszín meghódíttattak.
8. Emutbaal ország.
9. A „Hammurapi-bősége” csatorna
10. Malgium serege (és) lakossága megsemmisült.
11. Meghódította Rapikum és Salibi városokat.
12. Elkészítette Szarpánítu trónszékét.
13. A király szobrának réz alapzata.
14. Bábili Innin istenének trónszékét elkészítette.
15. A hét szobor.
16. Nabí'um trónszékét elkészítette.
17. Kibalbarru város Innin istene szobrát az ég magasságáig emelte.
18. A fenséges szentélyt Enlil számára Bábili városban elkészítette.
19. Az Igihurszag magas fala.
20. Adad trónszékét elkészítette.
21. Bazum város fala felépült.
22. Hammurapi, az igazság királyának szobra.
23. Szippar falának alapja.
24. Kiásta a Tilida-csatornát Enlil számára
25. Szippar nagy fala felépült.
26. A nagy szentélyek aranyból.
27. Vörösaranyból fenséges jelvényt – a sereg előtt hordozandót – készített a nagy isteneinek, segítőinek.
28. Adad Énamhe temploma Bábili városban felépült.
29. Elkészítette Sala istennő szobrát.
30. Az „Elkészítette Sala istennő szobrát” év után következő év. Később: A vezér (szó szerint:akinek keze van), Marduk kedveltje, a nagy istenek fenséges erejével Elám seregét – Marhasí határától – Szubartu, Gutium, Esnunna és Malgi helységeket – ezek tömegesen keltek fel – leverte; Sumer és Akkád alapjait megszilárdította.
31. Anu és Enlil előjelére, akik serege előtt vonulnak, a nagy istenek ajándékozta fenséges erejével Emutbalum ország ellenfele volt, és királyát Rím-Színt [...] Sumer és Akkád országot a parancsa alá rendelte.
32. A vitéz, aki Marduk győzelmét hírül adja, erős fegyverével Esnunna, Szubartu, Gutium seregét csatában legyőzte; ellenfele volt Mankzum országnak és az Idiglat partja vidéknek egészen Szubartu országig.
33. Kiásta a „Hammurapi a nép gazdagsága” csatornát; Nippur, Eridu, Ur, Larsza, Uruk, Íszín városoknak örökké bőséges vizet juttatott; a lerombolt Sumer és Akkád országot helyreállította; Mári és Malgi városokat csatában legyőzte; Márit és [...]-t és Subartu egyes városait békekötéssel a parancsa alá rendelte.
34. Anu, Innin, Nanna számára az Éturkalama templomot felépítette.
35. Anu és Enlil szavára Mári és Malgi falát lerombolta.
36. Helyreállította az Émeteurszag templomot; a magas tornyot, Zababa és Innin istenek lakóhelyét, amelynek égig magaslik a feje, felépítette; Zababa és Innin fényét méltón megnövelte.
37. Marduk nagy erejével Turukkum, Kakmum, Szubartu ország seregét csatában legyőzte.
38. Anu és Enlil szavára, a ragyogó bölcsességel, amit Marduk adott neki, Esnunnát hatalmas víz(ár)ral elpusztította.
39. A nagy erővel, amit Anu és Enlil adtak neki, fejére sújtott valamennyi ellenségnek, Szubartu országig.
40. Az Émeszlam „fejét” hegyként felmagasította.
41. Tasmétum, aki fohászát meghallja.
42. A „Tasmétum, aki fohászát meghallja” év után következő év. Később: Az Idiglat-parti nagy fal „fejét” hegyként felmagasította; nevét Kár-Samasnak nevezte; és Rapikum falát a Purattu partján felépítette.
43. Szipparnak, Samas örök városának földhányásból készített falat.